# Cal Sala de la Rabassa
Cal Sala de la Rabassa és una obra de Sant Guim de Freixenet (Segarra) inclosa a l'Inventari del Patrimoni Arquitectònic de Catalunya.

## Descripció
Habitatge situat dins del nucli urbà del poble, davant l'església de Sant Cristòfol. L'edifici és de planta irregular i s'estructura a partir de planta baixa, primer i segon pis, i una terrassa superior. Destaquem el fet que una part del primer pis d'aquest habitatge se situa damunt d'un portal d'arc rebaixat que s'obre al pas cobert situat al Carrer Únic i presenta una coberta a doble vessant. L'accés a l'edifici es fa a partir d'una gran porta d'arc de mig punt adovellada, situada a la façana principal, on hi ha incisa a la clau de l'arc, un dibuix d'una creu llatina, la inscripció "ANNO DEI" i la data "1620". La façana principal està precedida per un petit jardí, al qual s'accedeix des del Carrer Únic, a partir d'una graonada. L'obra presenta un parament paredat, a la planta baixa, i un arrebossat emblanquinat, al primer i segon pis.